# Le Secret (album)
Le Secret (tạm dịch từ tiếng Pháp: Điều bí mật) là album được phát hành vào năm 2013 bởi nữ ca sĩ người Bỉ-Canada Lara Fabian. Album được phát hành vào ngày 15 tháng 4 năm 2013 tại một số quốc gia châu Âu và vào ngày 24 tháng 9 năm 2013 tại Quebec. Được sản xuất bởi hãng đĩa 9 Productions, album được phân phối bởi Warner Music France sau khi Fabian rời hãng phát hành đĩa trước đó của cô, Universal France để thúc đẩy việc phát hành tại Pháp.
Trong Le Secret, Fabian tiếp tục hợp tác với nữ ca sĩ kiêm sáng tác nhạc người Mỹ Janey Clewer. Trước đó, hai người từng hợp tác trong một số ca khúc của Fabian như "Je t'appartiens" trong album Pure và "Bambina" trong album Nue.
Le Secret đạt được thành công lớn về mặt thương mại, khi bán ra 18.768 bản trong tuần đầu phát hành tại Pháp và ra mắt ở vị trí quán quân trên bảng xếp hạng album của SNEP. Trong tuần thứ hai, album rơi xuống vị trí thứ 11 với doanh số đạt 6.500 bản. Tính đến tháng 11 năm 2013, album đã bán ra hơn 67.000 bản.
Le Secret phát hành tổng cộng 3 đĩa đơn. Đĩa đơn mở đường cho album, "Deux «Ils» Deux «Elles»", là một bài hát có nội dung ủng hộ hôn nhân đồng giới, tương tự như ca khúc "La Différence" mà Fabian phát hành 16 năm trước. Hai đĩa đơn sau đó là "Danse" và bản phối lại của bài hát "La vie est là". Chuyến lưu diễn quảng bá cho album dự định kéo dài trong 150 ngày, tuy nhiên phải hủy bỏ do Fabian gặp phải các sự cố gây mất thính lực.

## Quảng bá

### Các đĩa đơn và sản phẩm đặc biệt
Tháng 12 năm 2012, Fabian phát hành đĩa đơn "Deux «Ils» Deux «Elles»" để mở đường cho album, sau khi biểu diễn trực tiếp ca khúc này trong một buổi hòa nhạc để ủng hộ hôn nhân đồng giới. Video âm nhạc cho bài hát ra mắt vào ngày 4 tháng 4 năm 2013 trên kênh YouTube chính thức của nữ ca sĩ. Tháng 10 năm 2013, đĩa đơn thứ hai "Danse" được phát hành cùng với video âm nhạc. Ngoài ra, vào ngày 28 tháng 10, một phiên bản Collector's Edition của Le Secret gồm một đĩa DVD cũng được phát hành. Cuối tháng 1 năm 2014, Fabian phát hành đĩa đơn thứ ba, "La vie est là", với một phiên bản phối lại hoàn toàn mới của bài hát.

### Lưu diễn
Chuyến lưu diễn quảng bá cho album bắt đầu từ ngày 18 tháng 10, dự định kéo dài 150 ngày với các điểm dừng chân tại Pháp, Canada, Nga, Bỉ, Thụy Sĩ, Đức và Phần Lan.
Sau khi kết thúc 23 buổi diễn đầu tiên, ngày 19 tháng 1 năm 2014, Fabian thông báo trên trang Facebook chính thức rằng sẽ hủy toàn bộ phần còn lại của chuyến lưu diễn do vấn đề về thính giác. Vào đầu tháng 11 năm 2013, nữ ca sĩ cho biết một sự cố âm thanh xảy ra trong phòng thu vào tháng 5 năm 2013 đã khiến cho nữ ca sĩ bị ngã ngay tại chỗ. Sau đó, nữ ca sĩ nhận được sự điều trị tích cực, tuy nhiên cô đã đột ngột bị mất thính lực trong một buổi diễn vào tháng 10 năm 2013, giai đoạn đầu của chuyến lưu diễn. Điều này dẫn đến việc Fabian phải dành toàn bộ thời gian để điều trị và cải thiện tình trạng thính lực trước khi trở lại sân khấu.

## Danh sách bài hát
Tất cả bài hát được sản xuất bởi Manu Pitois.
| Le Secret – CD 1 | Le Secret – CD 1    | Le Secret – CD 1 | Le Secret – CD 1                   | Le Secret – CD 1 |
| STT              | Nhan đề             | Phổ lời          | Phổ nhạc                           | Thời lượng       |
| ---------------- | ------------------- | ---------------- | ---------------------------------- | ---------------- |
| 1.               | "Le Secret"         | Lara Fabian      | Giora Linenberg                    | 5:19             |
| 2.               | "Danse"             | Fabian           | Janey Clewer                       | 5:00             |
| 3.               | "Amourexique"       | Fabian           | Clewer                             | 4:59             |
| 4.               | "Un ange est tombé" | Fabian           | Clewer Kurt Howell Jenifer McLaren | 4:15             |
| 5.               | "Je t'appelle"      | Fabian           | Clewer                             | 4:38             |
| 6.               | "Mirage"            | Fabian           | Clewer                             | 3:37             |
| 7.               | "Que j'étais belle" | Fabian           | Clewer                             | 4:55             |
| 8.               | "La vie est là"     | Fabian           | Clewer Gregg Mangiafico            | 4:30             |

| Le Secret – CD 2 | Le Secret – CD 2          | Le Secret – CD 2       | Le Secret – CD 2  | Le Secret – CD 2 |
| STT              | Nhan đề                   | Phổ lời                | Phổ nhạc          | Thời lượng       |
| ---------------- | ------------------------- | ---------------------- | ----------------- | ---------------- |
| 9.               | "Je rêve d'une étoile"    | Fabian                 | Clewer            | 3:53             |
| 10.              | "Kalpataru"               | Fabian                 | Clewer Mangiafico | 6:32             |
| 11.              | "Deux «Ils» Deux «Elles»" | Fabian Patrice Guillou | Flavien Compagnon | 3:30             |
| 12.              | "Ce qu'il reste..."       | Fabian                 | Linenberg         | 4:01             |
| 13.              | "P... de grand Amour"     | Fabian                 | Clewer            | 4:35             |
| 14.              | "Il est Lune"             | Fabian                 | Clewer            | 4:51             |
| 15.              | "Mon Désir"               | Fabian                 | Clewer            | 4:14             |
| 16.              | "L'enfant du Gwenved"     | Fabian                 | Clewer Don Hart   | 5:00             |
| 17.              | "I am A-WA"               | Fabian                 | Clewer            | 5:25             |

## Xếp hạng và chứng nhận
| Bảng xếp hạng (2013)                | Vị trí cao nhất |
| ----------------------------------- | --------------- |
| Album Bỉ (Ultratop Vlaanderen)      | 37              |
| Album Bỉ (Ultratop Wallonie)        | 1               |
| Album Pháp (SNEP)                   | 1               |
| Album Thụy Sĩ (Schweizer Hitparade) | 16              |

| Bảng xếp hạng (2013)                  | Vị trí |
| ------------------------------------- | ------ |
| Bỉ (Ultratop Wallonia)                | 23     |
| Bỉ Belgian Albums (Ultratop Wallonia) | 4      |
| Pháp (SNEP)                           | 92     |
| Bảng xếp hạng (2014)                  | Vị trí |
| Bỉ Belgian Albums (Ultratop Wallonia) | 30     |

| Quốc gia                                 | Chứng nhận | Số đơn vị/doanh số chứng nhận |
| ---------------------------------------- | ---------- | ----------------------------- |
| Bỉ (BEA)                                 | Vàng       | 15.000                        |
| Pháp (SNEP)                              | Vàng       | 60.000                        |
| * Chứng nhận dựa theo doanh số tiêu thụ. |            |                               |